# Auplopus
Auplopus ist eine Gattung der Wegwespen (Pompilidae). In Europa kommen vier Arten der Gattung vor.

## Merkmale
Bei den Arten der Gattung Auplopus handelt es sich um mittelgroße Wegwespen. Kopf und Thorax sind punktförmig strukturiert. Die Stirnplatte (Clypeus) ist breit, bei den Weibchen lang und konvex und der apikale Rand ist verlängert. Das Labrum ist von der Stirnplatte verdeckt, sein apikaler Rand ist konkav. Am Mentum sitzt eine Reihe langer, gekrümmter Borsten, die nach vorne gerichtet sind. Die Mandibeln sind kräftig und haben ein zusätzliches Zähnchen. Das Propodeum ist abgeflacht, bei den Weibchen ist es mehr konvex und dicht punktförmig strukturiert. Die Mandibeln, die Stirnplatte, die Frons, Gena, das Pronotum, Propleuron, die Hüften (Coxen) der Vorderbeine, das Propodeum, das letzte Tergum und die Sternite drei bis sechs sind weißlich oder braun aufrecht behaart. Die Flügel sind durchsichtig oder leicht bräunlich getönt. Das Flügelmal (Pterostigma) ist groß und hat ungefähr die Länge der zweiten Submarginalzelle. Die Tarsen der Vorderbeine haben keine Tarsalkämme. Die Schienen der Hinterbeine haben nur einige wenige kurze Dornen. Die Basis des ersten Tergums am Hinterleib ist gestielt. Bei den Weibchen hat das zweite Sternum eine Querrille, das sechste Sternum ist mehr oder weniger abgerundet, dem sechsten Tergum hat ein Pygidialfeld. Bei den Männchen ist die Stirnplatte und das Gesicht mit weißen Flecken versehen. Die  Klauen der Hinterbeine sind gewinkelt. Der sichtbare Teil der Subgenitalplatte ist schwach längs gefaltet.

## Lebensweise
Die Wespen besiedeln verschiedene Lebensräume. Die Weibchen legen ihre Nester aus Schlamm vor der Jagd an. Die Brutzellen werden in Gruppen in geschützten Bereichen angelegt. Die Brut wird mit Spinnen aus den Familien Agelenidae, Anyphaenidae, Araneidae, Clubionidae, Dysderidae, Gnaphosidae, Heteropodidae, Lycosidae, Miturgidae, Oxyopidae, Philodromidae, Pisauridae, Salticidae, Segestriidae, Tetragnathidae und Thomisidae versorgt.

## Arten (Europa)
- Auplopus albifrons (Dalman, 1823)
- Tönnchenwegwespe (Auplopus carbonarius (Scopoli, 1763))
- Auplopus ichnusus Wolf, 1960
- Auplopus rectus (Haupt, 1927)

## Belege